# Walter Hagen
Walter Charles Hagen est un joueur de golf professionnel, né le 21 décembre 1892 à Rochester, New York et mort le 6 octobre 1969. Il fut une grande figure du golf dans la première moitié du XXe siècle.
Il compte onze tournois majeurs à son actif et n'est précédé sur cette liste que par Jack Nicklaus et Tiger Woods. Il a gagné l'US Open à deux reprises et en 1922, il devint le premier joueur américain à remporter le British Open qu'il allait remporter quatre fois au total. Il fut également le vainqueur du PGA Championship à cinq reprises (1921, 24-27). Il compte 44 victoires à son actif et fut à six reprises le capitaine de l'équipe américaine de Ryder Cup.

## Biographie
Il est né à Rochester, New York, aux États-Unis. 
Hagen était également très doué pour le baseball. Il annula un test pour l'équipe des Philadelphia Phillies pour jouer un tournoi de golf. À la fin de la semaine, il était le détenteur du trophée de l'US Open et sa carrière sportive avait pris un tour définitif.
Il fut un élément clé dans le développement et l'affirmation du golf professionnel. Il s'imposa à une époque où la différence entre sportifs amateurs et professionnels était aiguë, les amateurs tenant le haut du pavé dans certains sports dont le golf. C'était particulièrement le cas au Royaume-Uni qui était la nation dominante en matière de golf au moment des débuts de Hagen. Les golfeurs professionnels étaient considérés un peu comme des mercenaires à qui on interdisait l'utilisation des infrastructures des clubs-houses. Parfois, on leur interdisait d'y entrer en empruntant la porte principale. Hagen n'était pas homme à se laisser faire. Lors un tournoi où on lui avait refusé l'accès aux vestiaires, il se présenta dans une Rolls-Royce conduite par un chauffeur (il avait loué les deux pour l'occasion) et utilisa le véhicule en guise de vestiaire. On raconte que le chauffeur faisait également office de valet et l'attendait avec des rafraîchissements à la sortie du dix-huitième trou. Une autre fois, il refusa d'entrer au club house pour se faire remettre son prix car on lui en avait précédemment interdit l'accès.
Walter Hagen fut le premier professionnel engagé par le Oakland Hills Country Club (en), à Bloomfield Hills, Michigan.
Hagen était un personnage fougueux et autoritaire qui améliora le statut des golfeurs professionnels ainsi que leur situation financière. Il se pourrait qu'il ait été le premier sportif à gagner un million de dollars durant sa carrière. Il a déclaré un jour qu'il « n'avait jamais voulu être millionnaire, seulement vivre comme s'il l'était ». Il a exprimé son credo en ces termes : « Vous n'êtes ici que pour un court séjour. Ne vous hâtez pas. Ne vous inquiétez pas. Et veillez à respirer le parfum des fleurs le long du chemin ». Gene Sarazen, de dix ans son cadet, a fait ce commentaire : « Tous les golfeurs professionnels … devraient remercier silencieusement Walter Hagen à chaque fois qu'ils peuvent palper un chèque entre leurs doigts. C'est Walter qui a fait du golf professionnel ce qu'il est ».
Hagen décéda à Traverse City, Michigan à l'âge de 76 ans. Il repose au Mausolée du Saint Sepulchre à Southfield, Michigan, près de son petit-fils. À sa mort, il jouissait d'un grand respect. Lors des funérailles, son cercueil fut porté par certaines figures légendaires du sport, comme Arnold Palmer et George Morris.
Il remporta les tournois majeurs suivants :
- US Open : 1914, 1919
- British Open : 1922, 1924, 1928, 1929
- PGA Championship : 1921, 1924, 1925, 1926, 1927

Il avait dépassé son sommet en tant que golfeur quand l'autre tournoi majeur moderne, le Masters fut créé. Il fut en outre capitaine de l'équipe des États-Unis pour les six premières éditions de la Ryder Cup et joua au cours des cinq premières : 1927, 1929, 1931, 1933, et 1935.
Il a été admis au World Golf Hall of Fame.
Sur l'ensemble de sa carrière, il a remporté 44 tournois.

## Filmographie
- La Légende de Bagger Vance 2000
- Bobby Jones, naissance d'une légende 2004